# مرلشاید
مرلشاید (به آلمانی: Merlscheid) یک شهر در آلمان است که در بیتبورگ-پروم واقع شده‌است.